# Bossa Tropical
Bossa Tropical é um álbum de estúdio da cantora Gal Costa, lançado em 2002 pela gravadora MZA Music. O álbum renovou o repertório da cantora, com composições de Titãs, Rita Lee e Beatles, a sonoridade prioriza mais a voz e o violão. O álbum vendeu mais de 60 mil cópias no Brasil.

## Faixas
| N.º | Título                                | Compositor(es)                                        | Duração |  |
| 1.  | "Socorro"                             | Alice Ruiz, Arnaldo Antunes                           | 3:43    |  |
| 2.  | "The Fool On the Hill"                | John Lennon, Paul McCartney                           | 4:06    |  |
| 3.  | "Onde Deus Possa Me Ouvir"            | Vander Lee                                            | 3:46    |  |
| 4.  | "Mulher (Sexo Frágil)"                | Erasmo Carlos, Narinha                                | 4:38    |  |
| 5.  | "Quando Eu Fecho os Olhos"            | Carlos Rennó, Chico César                             | 3:57    |  |
| 6.  | "Desde Que o Samba é Samba"           | Caetano Veloso                                        | 3:44    |  |
| 7.  | "Epitáfio"                            | Sérgio Britto                                         | 3:31    |  |
| 8.  | "As Times Goes By"                    | Herman Hupfeld                                        | 3:58    |  |
| 9.  | "Ovelha Negra"                        | Rita Lee                                              | 4:17    |  |
| 10. | "Marcianita"                          | G. V. Aldreto, J. I. Marcone / Versão: Fernando César | 3:09    |  |
| 11. | "O Amor Em Paz"                       | Antônio Carlos Jobim, Vinicius de Moraes              | 4:24    |  |
| 12. | "Cada Macaco no Seu Galho (Cho Chuá)" | Riachão                                               | 3:03    |  |